# Teresa Sosa
María Teresa Sosa Ávila (Chimaltenango, 12 de junio de 1930-Ciudad de Guatemala, 1 de octubre de 2018) fue una política y activista guatemalteca.

## Biografía
Fungió como Primera dama de Guatemala durante 1982 a 1983, posteriormente fue candidata presidencial. Fue esposa del ex Presidente Efraín Ríos Montt y madre de Zury Ríos. Fue candidata a la presidencia por el Frente Republicano Guatemalteco en las Elecciones generales de Guatemala de 1995. Su candidatura fue anulada por el Registro de Ciudadanos, por considerar que su postulación presidencial estaba prohibida en el artículo 186, inciso c) de la Constitución de Guatemala. Fue sucedida por Alfonso Portillo, quién quedó en segundo lugar en 1995 y posteriormente ganó las Elecciones generales de Guatemala de 1999. Fue la primera mujer en ser candidata a la presidencia de Guatemala, pero a raíz de la anulación de su candidatura Flor de María Alvarado Suárez de Solís se convirtió en la primera mujer en ser candidata a la presidencia y participar en una elección general.
Murió en su casa en Ciudad de Guatemala el 1 de octubre de 2018 debido a causas naturales, seis meses después de la muerte de su marido.